# Lista de episódios de Victor e Valentino

## Episódios
| Temporada | Temporada | Episódios | Exibição original     | Exibição original     | Exibição em Portugal   | Exibição em Portugal | Exibição no Brasil   | Exibição no Brasil |
| Temporada | Temporada | Episódios | Estreia de temporada  | Final de temporada    | Estreia de temporada   | Final de temporada   | Estreia de temporada | Final de temporada |
| --------- | --------- | --------- | --------------------- | --------------------- | ---------------------- | -------------------- | -------------------- | ------------------ |
|           | Piloto    | 1         | 29 de outubro de 2016 | 29 de outubro de 2016 |                        |                      |                      |                    |
|           | 1         | ASA       | 30 de março de 2019   | ASA                   | 16 de setembro de 2019 | ASA                  | 30 de março de 2019  | ASA                |
|           | 2         | ASA       | ASA                   | ASA                   | ASA                    | ASA                  | ASA                  | ASA                |

### Piloto (2016)
| N.º na série | N.º na temp. | Título   | Dirigido por                                               | Escrito por  | Exibição original     | Audiência nos EUA (em milhões) |
| ------------ | ------------ | -------- | ---------------------------------------------------------- | ------------ | --------------------- | ------------------------------ |
| 0            | 0            | "Piloto" | Nick Cross (arte), Robert Alvarez e Randy Myers (animação) | Diego Molano | 29 de outubro de 2016 | ASA                            |

### 1ª Temporada (2019)
| N.º na série | N.º na temp. | Título | Escrito por                                              | Exibição original                                                | Cód. de produção | Audiência nos EUA (em milhões) |
| --- | ------------ | --- | -------------------------------------------------------- | ---------------------------------------------------------------- | ---------------- | ------------------------------ |
| 1 | 1            | "Deus das Travessuras (PT) O Coiote (BR)" "Folk Art Foes"                                                            | Diego Molano, Corey Barnes, Leticia Abreu, & Ryan Kramer | 30 de março de 2019 16 de setembro de 2019 1 de abril de 2019    | 101              | 0.66                           |
| Vic e Val trabalham juntos para voltar a prender o deus das travessuras numa relíquia antiga. |              | |                                                          |                                                                  |                  |                                |
| 2 | 2            | "Equipa de Outro Mundo (PT) O Jogo Do Século (BR)" "Dead Ringer"                                                     | Mark Galez & Jon Feria                                   | 30 de março de 2019 16 de setembro de 2019 1 de julho de 2019    | 102              | 0.66                           |
| Quando Vic o exclui da equipe de futebol, Val jura vencê-lo, mas só com a ajuda do sobrenatural. |              | |                                                          |                                                                  |                  |                                |
| 3 | 3            | "Amor de Irmãos (PT) Amor de Irmão (BR)" "Brotherly Love"                                                            | Carmen Liang & Kayla Carlisle                            | 30 de março de 2019 17 de setembro de 2019 8 de abril de 2019    | 105              | 0.65                           |
| Depois de partirem a planta da Chata, Vic e Val têm de cumprir a tarefa aparentemente simples de a substituir. Esta revela-se difícil quando as suas disputas colocam Monte Macabro em perigo.                                                               |              | |                                                          |                                                                  |                  |                                |
| 4 | 4            | "A Quinta Quinceañera da Chata (PT) A Quinceañera da Vovó (BR)" "Folk Art Foes"                                      | Chris Allison                                            | 30 de março de 2019 17 de setembro de 2019 30 de março de 2019   | 103              | 0.65                           |
| Vic e Val usam uma flauta mágica que os teletransporta para irem a duas festas ao mesmo tempo. |              | |                                                          |                                                                  |                  |                                |
| 5 | 5            | "A Lenda do Parque do Skate Escondido (PT) A Lenda Da Pista De Skate Perdida (BR)" "Legend of the Hidden Skate Park" | Miggs Perez & Chris Allison                              | 6 de abril de 2019 18 de setembro de 2019 15 de abril de 2019    | 106              | 0.45                           |
| Num skate park secreto, Vic e Val encontram miúdos selvagens que vivem sem regras nem adultos. |              | |                                                          |                                                                  |                  |                                |
| 6 | 6            | "Dia de Limpeza (PT) Dia da Faxina (BR)" "Cleaning Day"                                                              | Diego Molano, Corey Barnes, Leticia Abreu, & Ryan Kramer | 6 de abril de 2019 18 de setembro de 2019 22 de abril de 2019    | 107              | 0.45                           |
| A casa de Chata prende Vic e Val num labirinto de paredes mágicas e ancestrais. |              | |                                                          |                                                                  |                  |                                |
| 7 | 7            | "A Babysitter (PT) A Babá (BR)" "The Babysitter"                                                                     | Kayla Carlisle & Carmen Liang                            | 13 de abril de 2019 19 de setembro de 2019 29 de abril de 2019   | 108              | 0.60                           |
| Vic e Val querem ir a um espectáculo secreto de fogo de artifício, mas Xochi apanha-os sempre. |              | |                                                          |                                                                  |                  |                                |
| 8 | 8            | "Furacão Chata (PT) Furacão Cida (BR)" "Hurricane Chata"                                                             | Zeus Cervas & Katherine Frasier                          | 13 de abril de 2019 19 de setembro de 2019 6 de maio de 2019     | 109              | 0.60                           |
| Usando o controlo de Chata sobre o lago, Vic e Val iniciam o seu próprio negócio aquático. |              | |                                                          |                                                                  |                  |                                |
| 9 | 9            | "O Clube dos Fantasmas Solitários (PT) O Clube Do Fantasma Solitário (BR)" "The Lonely Haunts Club"                  | Kayla Carlisle & Carmen Liang                            | 20 de abril de 2019 23 de setembro de 2019 13 de maio de 2019    | 111              | 0.62                           |
| No Dia de São Valentim, Vic e Val exploram uma mansão assombrada por Charlene e o Pineapple. |              | |                                                          |                                                                  |                  |                                |
| 10 | 10           | "Suerte (PT/BR)" "Suerte"                                                                                            | Zeus Cervas & Katherine Frasier                          | 20 de abril de 2019 23 de setembro de 2019 20 de maio de 2019    | 110              | 0.66                           |
| As figuras maléficas de um jogo de tabuleiro ganham vida e os rapazes têm de as devolver ao jogo. |              | |                                                          |                                                                  |                  |                                |
| 11 | 11           | "A Câmara Escura (PT) O Quarto Escuro (BR)" "The Dark Room"                                                          | Diego Molano, Corey Barnes, Leticia Abreu, & Ryan Kramer | 27 de abril de 2019 24 de setembro de 2019 27 de maio de 2019    | 112              | 0.43                           |
| Excluído de um clube de fotografia, Val tenta fotografar o Chupacabra para provar o seu valor. |              | |                                                          |                                                                  |                  |                                |
| 12 | 12           | "O Colecionador (PT/BR)" "The Collector"                                                                             | Miggz Perez & Chris Allison                              | 4 de maio de 2019 25 de setembro de 2019 10 de junho de 2019     | 114              | 0.48                           |
| O Val faz um acordo com um misterioso colecionador, com consequências terríveis. |              | |                                                          |                                                                  |                  |                                |
| 13 | 13           | "O Rapaz que Gritou Lechuza (PT) Victor e a Coruja Lechuza (BR)" "The Boy Who Cried Lechuza"                         | Miggz Perez & Chris Allison                              | 11 de maio de 2019 24 de setembro de 2019 3 de junho de 2019     | 113              | 0.43                           |
| Ao fingir-se magoado, o Vic ganha a simpatia de todos e atrai a atenção de uma criatura mítica. |              | |                                                          |                                                                  |                  |                                |
| 14 | 14           | "Chefe Por Um Dia (PT) Chefe Por Un Dia (BR)" "Boss For a Day"                                                       | Zeus Cervas & Katherine Frasier                          | 18 de maio de 2019 30 de setembro de 2019 24 de junho de 2019    | 118              | 0.45                           |
| A Chata deixa o Vic mandar na banca de tacos por um dia e ele despede o Val, o que é desastroso. |              | |                                                          |                                                                  |                  |                                |
| 15 | 15           | "O Monstro Fofo (PT) Um Monstro Fofo (BR)" "Cuddle Monster"                                                          | Kayla Carlisle & Carmen Liang                            | 25 de maio de 2019 26 de setembro de 2019 17 de junho de 2019    | 116              | 0.53                           |
| Vic e Val adotam um lagarto, ignorando os seus poderes mágicos, e escondem-no da Chata. |              | |                                                          |                                                                  |                  |                                |
| 16 | 16           | "Los Cadejos (PT/BR)" "Los Cadejos"                                                                                  | Kayla Carlisle & Carmen Liang                            | 1 de junho de 2019 26 de setembro de 2019 15 de julho de 2019    | 115              | 0.48                           |
| O Val não perdoa ao Vic e atrai um cadejo malvado, um monstro mitológico parecido com um lobo. |              | |                                                          |                                                                  |                  |                                |
| 17 | 17           | "Ele Cresce (PT) O Bigode de Victor (BR)" "It Grows"                                                                 | Miggs Perez & Chris Allison                              | 8 de junho de 2019 30 de setembro de 2019 8 de julho de 2019     | 120              | 0.39                           |
| Ao ouvir os elogios ao primeiro pelo facial do Valentino, Vic recorre à magia para ter bigode. |              | |                                                          |                                                                  |                  |                                |
| 18 / 19 | 18 / 19      | "Bem-Vindos ao Mundo do Além (PT) Bem-Vindos ao Submundo (BR)" "Welcome to the Underworld"                           | Mark Galez & Jon Feria                                   | 22 de junho de 2019 30 de setembro de 2019 14 de outubro de 2019 | 117 / 119        | 0.38                           |
| Ao perder um jogo de luta, Vic e Val viajam no Mundo do Além em busca dos conselhos do tio El Toro. |              | |                                                          |                                                                  |                  |                                |
| 20 | 20           | "Un Novo Don (BR)" "A New Don"                                                                                       | Kayla Carlisle & Carmen Liang                            | 29 de junho de 2019 11 de novembro de 2019                       | 121              | 0.40                           |
| Quando Vic e Val descobrem que Don não é ele mesmo, caberá a eles usar um código maluco de conspirações para salvá-lo. |              | |                                                          |                                                                  |                  |                                |
| 21 | 21           | "Os Reis do Churro (BR)" "Churro Kings"                                                                              | Leticia Silva & Daniel Villa De Rey                      | 6 de julho de 2019 18 de novembro de 2019                        | 122              | 0.28                           |
| Quando Vic e Val começam a ganhar dinheiro vendendo churros na barraca de taco, a ambição deles os faz apelar a truques sujos para acabar com a concorrência.                                                                                                |              | |                                                          |                                                                  |                  |                                |
| 22 | 22           | "O Sabe-Tudo (BR)" "Know It All"                                                                                     | Zach Bellissimo & Miggs Perez                            | 13 de julho de 2019 25 de novembro de 2019                       | 123              | 0.30                           |
| Quando Vic sem querer liberta morcegos diabólicos de uma caverna, caberá aos meninos e a Don proteger a cidade. Mas a atitude sabichona de Vic só atrapalha.                                                                                                 |              | |                                                          |                                                                  |                  |                                |
| 23 | 23           | "Por Un Punhado de Balões (BR)" "Fistfull of Balloons"                                                               | Mark Galez & Jon Feria                                   | 20 de julho de 2019 2 de dezembro de 2019                        | 124              | 0.35                           |
| Quando Vic é trapaceado durante uma guerra de balões de água, ele parte numa missão de vingança para encontrar o responsável. |              | |                                                          |                                                                  |                  |                                |
| 24 | 24           | "Amor à Primeira Mordida (BR)" "Love at First Bite"                                                                  | Kayla Carlisle & Carmen Liang                            | 27 de julho de 2019 5 de dezembro de 2019                        | 125              | 0.40                           |
| Val se apaixona por uma garota chamada Matty. Vic desconfia dela, mas Val ignora seus alertas. Quando Val vai jantar na casa dela, ela se transforma numa Matlazihua e ele descobre que será a refeição!                                                     |              | |                                                          |                                                                  |                  |                                |
| 25 | 25           | "Um Convidado Diferente (BR)" "Go With The Flow"                                                                     | Leticia Silva & Daniel Villa De Rey                      | 3 de agosto de 2019 16 de dezembro de 2019                       | 126              | 0.29                           |
| Quando Sal se hospeda na casa de Vic e Val, os garotos ficam irritados com ele, mas acabam descobrindo o quão mágico e irado ele é. |              | |                                                          |                                                                  |                  |                                |
| 26 | 26           | "O Rei dos Aluxes (BR)" "Aluxes"                                                                                     | Miggs Perez & Zach Bellissimo                            | 10 de agosto de 2019 12 de dezembro de 2019                      | 127              | 0.36                           |
| Quando Vic encontra uma relíquia ancestral que evoca uma gangue de criaturas travessas, ele a usa a seu favor, o que tem consequências desastrosas. |              | |                                                          |                                                                  |                  |                                |
| 27 | 27           | "A Reunião do Guillermo (BR)" "Guillermo's Gathering"                                                                | Zach Bellissimo, Miggs Perez, & Gina Gress               | 17 de agosto de 2019 28 de janeiro de 2020                       | 130              | 0.41                           |
| 28 | 28           | "Passeando de Balão (BR)" "Balloon Boys"                                                                             | Leticia Silva & Daniel Villa De Rey                      | 24 de agosto de 2019 30 de dezembro de 2019                      | 128              | 0.47                           |
| Vic e Val partem numa viagem de balão com Sal e competem para ser o favorito dele. Mas as coisas se complicam quando eles tentam usar as mágicas Linhas Nazca a seu favor.                                                                                   |              | |                                                          |                                                                  |                  |                                |
| 29 | 29           | "O Caso dos Bongôs Roubados (BR)" "The Great Bongo Heist"                                                            | April Amezquita & Jason Dwyer                            | 5 de outubro de 2019 08 de janeiro de 2020                       | 132              | 0.49                           |
| Os meninos esquecem de comprar um presente de Dia das Avós para Cida. Numa atitude desesperada, fingem que o bongo que pegaram emprestado de Xochi é para ela. Sabendo que deverão devolvê-lo, Victor e Valentino então fingem ser ladrões para recuperá-lo. |              | |                                                          |                                                                  |                  |                                |
| 30 | 30           | "Escape from Bebe Bay"                                                                                               | April Amezquita & Mike Diederich                         | 5 de outubro de 2019 15 de janeiro de 2020                       | 131              | 0.49                           |
| Quando Vic e Val sem querer transformam eles mesmos e Don em bebês, todos deverão fugir de uma creche para voltar às suas idades reais. |              | |                                                          |                                                                  |                  |                                |
| 31 | 31           | "Band for Life" | Kayla Carlisle & Carmen Liang                            | 5 de outubro de 2019 23 de janeiro de 2020                       | 134              | 0.45                           |
| Quando Vic e Val acompanham Xochi a um show punk, eles querem provar que são descolados o suficiente para sair com ela. Mas, numa tentativa desesperada, acabam destruindo o show.                                                                           |              | |                                                          |                                                                  |                  |                                |
| 32 | 32           | "Tez Sez" | Miggs Perez & Zach Bellissimo                            | 5 de outubro de 2019 03 de fevereiro de 2020                     | 135              | 0.45                           |
| Vic e Val estão deslumbrados com o novo mágico da cidade. Mas as coisas ficam estranhas quando eles concordam em ajudá-lo num novo truque, apesar da reprovação de Cida.                                                                                     |              | |                                                          |                                                                  |                  |                                |
| 33 | 33           | "Forever Ever" | April Amezquita & Gina Gress                             | 12 de outubro de 2019                                            | ASA              | 0.42                           |
| 34 | 34           | "Dance Reynaldo Dance"                                                                                               | Miggs Perez & Zach Bellissimo                            | 12 de outubro de 2019                                            | ASA              | 0.42                           |
| 35 | 35           | "Tree Buds" | Kayla Carlisle & Carmen Liang                            | 19 de outubro de 2019                                            | ASA              | 0.59                           |
| 36 | 36           | "O Clube do Fantasma Solitário 2: A Ilha das Bonecas (BR)" "Lonely Haunts Club 2: Doll Island"                       | Kayla Carlisle & Carmen Liang                            | 26 de outubro de 2019 27 de janeiro de 2020                      | 129              | 0.50                           |
| 37 | 37           | "Cat-Pocalypse" | Leticia Silva & Daniel Villa De Rey                      | 26 de outubro de 2019                                            | ASA              | 0.50                           |
| 38 | 38           | "El Silbón" | April Amezquita & Chris Jimenez                          | 26 de outubro de 2019                                            | ASA              | 0.48                           |
| 39 | 39           | "On Nagual Hill" | Daniel Villa De Rey, Leticia Silva, & Zach Bellissimo    | 26 de outubro de 2019                                            | ASA              | 0.48                           |
| 40 | 40           | "Ener-G-Shoes" | Leticia Silva & Daniel Villa De Rey                      | ASA                                                              | ASA              | ASD                            |